# A-Tec Industries
Die A-Tec Industries AG (Eigenschreibweise A-TEC Industries) ist eine ehemalige börsennotierte Industrieholding mit Sitz in Wien, die mehrheitlich dem österreichischen Industriellen Mirko Kovats gehörte. Die Unternehmen der Gruppe hatten 2007 fast vierzehntausend Mitarbeiter und erwirtschafteten einen Umsatz von deutlich über 2 Milliarden Euro. Geschäftsbereiche der A-Tec waren Anlagenbau, Antriebstechnik, Werkzeugmaschinenbau und Minerals & Metals.
Die A-Tec geriet im Oktober 2010 in die Insolvenz und sämtliches Vermögen wurde durch einen Treuhänder verwertet (bezüglich der wesentlichen operativen Beteiligungen war die Verwertung bis Mitte 2012 abgeschlossen, das Verfahren dauerte jedoch bis Februar 2016).
Seinerzeit war dies die drittgrößte Insolvenz in Österreich.
Seit Oktober 2018 läuft das Liquidationsverfahren.

## Geschichte bis 2010
Die A-Tec, deren Geschichte eng mit der ihres Gründers und Leiters Mirko Kovats verwoben ist, ist seit der Gründung 2001 durch mehrere Unternehmenszukäufe gewachsen.
Das Unternehmen wurde 2001 als ATB Beteiligungs GmbH gegründet und 2004 in A-Tec Industries GmbH umbenannt. Im selben Jahr erfolgte der Rechtsformwechsel von einer GmbH in eine AG.
Im Jahr 2006 erfolgte der Börsengang im Rahmen einer Kapitalerhöhung.
Nach dem Börsengang stellt sich die Aktionärsstruktur per 31. Dezember 2006 wie folgt dar:
- 55 % M.U.S.T. Privatstiftung (im Einflussbereich von Mirko Kovats)
- 32 % Streubesitz
- 7 % J.E. Loidold Privatstiftung (im Einflussbereich von Christian Schmidt)
- 6 % RPR Privatstiftung (im Einflussbereich des Investors Ronny Pecik)[8]

Im Jahr 2007 verkaufte Ronny Pecik seine A-Tec-Aktien, sodass der Streubesitz auf 33 % anstieg.

### Übernahmen
Mirko Kovats übernahm via A-Tec häufig Unternehmen, die wirtschaftliche Probleme hatten, zu günstigen Konditionen und restrukturierte diese dann.
Wesentliche Übernahmen waren:

#### Division Antriebstechnik
- 2001 ATB Gruppe von der Gesellschaft des Bundes Österreich für industriepolitische Maßnahmen (GBI), der „Pleiteholding“.[12][13] Die ATB ist ein Hersteller von Elektromotoren und war damals spezialisiert auf Motoren für „Haus und Garten“ sowie für die Industrie. Das Unternehmen hatte damals ca. 1200 Mitarbeiter und wies einen konsolidierten Umsatz von rund 142 Millionen EUR auf. Die Motivation der GBI war die Abgabe an einen Investor mit Industriehintergrund. Kovats war damals am Werkzeugmaschinenhersteller Emco beteiligt.[13]
- 2003 ATB Technologies GmbH, Österreich
- 2004 ATB Morley Limited, UK – Kaufpreis 8,3 Mio. EUR.[14] Morley hatte damals 115 Mitarbeiter und stellt Motoren für den Bergbau her. Im Geschäftsjahr 2003/2004 betrug der Umsatz 12 Millionen Euro.[15]
- 2004 ATB Selni, Frankreich – Kaufpreis 3,2 Mio. EUR.[16] Das Unternehmen stellte Elektromotoren für Weisse Ware her.[17] Da der Wert des Vermögens abzüglich der Schulden dieses Unternehmens höher war als der Kaufpreis, verzeichnete A-Tec einen negativen Goodwill in der Höhe von 433 TEUR.[16]
- 2005 ATB Sever, Serbien – Kaufpreis 4,1 Mio. EUR.[18] Die A-Tec-Division ATB erwarb nach einer Ausschreibung die 63 % vom serbischen Staat gehaltenen Aktien des Elektromotorenherstellers SEVER, der Rest blieb im Streubesitz. Durch die Akquisition erweiterte die ATB ihr Produktportfolio um Motoren großer Baugrößen, Normmotoren und Hochspannungsmotoren.[19] Sever hatte 2000 Mitarbeiter und erzielte einen Umsatz von 26 Millionen Euro. ATB vereinbarte die Übernahme von Schulden in der Höhe von 7 Millionen Euro, die Finanzierung eines Sozialplans und Investitionen in der Höhe von 16 Millionen Euro.[20]
- 2005/2006 Lindeteves-Jacoberg, Singapur[7] – Kaufpreis 21,8 Mio. EUR.[21] ATB erwarb dadurch Fabriken für Elektromotoren in Großbritannien, Deutschland, Polen und China sowie die Marken Schorch, Brook Tamel Crompton und Western Electric.[22] Wie im Börsenprospekt vermerkt, hatte die Lindeteves-Gruppe seit 2003 Verlust gemacht; das Unternehmen hatte daher Sanierungsbedarf. Eine Schuldenrestrukturierung wurde durchgeführt.[23]
- 2007 David McClure, UK – Kaufpreis 0,8 Mio. EUR[24]
- 2007 Laurence Scott, UK – Kaufpreis 4,7 Mio. EUR.[24] Laurence Scott ist ein auf die Öl- und Gasindustrie spezialisierter Anbieter von Elektromotoren (Umsatz 19,4 Millionen EUR). Aufgrund von Cash Flow-Problemen befand er sich 2007 trotz ausreichenden Aufträgen in einem Konkursverfahren. Die Übernahme erfolgte durch die ebenfalls britische ATB-Tochter Morley.[25]

#### Division Anlagenbau
- 2002 Austrian Energy & Environment (AE&E) (Anlagenbau). A-Tec übernahm den Anlagenbauer Austrian Energy and Environment aus der Insolvenzmasse des deutschen Babcock-Konzerns.[12]
- 2003 Von Roll Inova-Gruppe, Schweiz
- 2004 Babcock Power Espana, Spanien – Kaufpreis 3,7 Mio. EUR.[26] Da der Wert des Vermögens abzüglich der Schulden dieses Unternehmens höher war als der Kaufpreis, verzeichnete A-Tec einen negativen Goodwill in der Höhe von 30,6 Millionen EUR.[26] Das im Kesselbau tätige Unternehmen gehörte zu Babcock Borsig und beschäftigte 400 Mitarbeiter am Standort Bilbao.[27] Die Übernahme erfolgte von der spanischen Staatsholding SEPI. SEPI finanzierte die Sanierung mit ca. 110 Millionen EUR, wovon 12 Millionen gewinnwirksam waren.[28] Allerdings wurde im Jahresabschluss 2004 eine Restrukturierungsrückstellung für Babcock Espana in der Höhe von 14,4 Millionen EUR erfasst.[29]
- 2004 AE&E Chennai Works Ltd. und I.D.E.A. Private Ltd., Indien – Kaufpreis 6,3 Mio. EUR.[30] Beide Unternehmen gehörten zur Babcock Borsig-Gruppe. Chennai Works ist im Kesselbau tätig und I.D.E.A. im Bereich Engineering.[31]
- 2005 Kessel- und Kraftwerksgeschäft von Alstom in Asien und dem Pazifikraum: dieses wurde in die Austrian Energy & Environment (Australia) Pty. Ltd. eingebracht – Kaufpreis 7,8 Mio. EUR[32] Aufgrund von Auflagen der EU musste der französische Alstom-Konzern den Bereich Industrial Boilers and Plants verkaufen, wesentliche Teile davon erwarb die AE&E. Der übernommene Bereich umfasste 450 Mitarbeiter und ein Umsatzvolumen von ca. 400 Millionen EUR. Während die Übernahme des Standorts Sydney (Australien) im Jahr 2005 erfolgte, wurden die übrigen Standorte Köln und Nürnberg (beide Deutschland) sowie Brünn (Tschechien) erst 2006 übernommen (siehe späterer Eintrag). Laut Aussage des damaligen AE&E-Vorstandschefs Christian Schmidt ergänzten die deutschen Standorte die Aktivitäten von Von Roll, während er die tschechischen und australischen Standorte als komplementär zur AE&E Austria sah.[33]
- 2006 Alstom-Geschäft in Deutschland und Tschechien – dieses wurde in die AE&E Inova (Deutschland) und AE&E CZ eingebracht – Kaufpreis 1 Mio. EUR.[21]
- 2007 Global Power Asia/AE&E Nanjing Boiler Co. – Kaufpreis 18,2 Mio. EUR.[24] Das chinesische Unternehmen AE&E Nanjing Boiler Co. fertigt Industrie- und Abhitzekessel und sollte für A-Tec einen kosteneffizienten Produktionsstandort darstellen. Der Jahresumsatz des Unternehmens betrug 20 Millionen US-Dollar.[34]
- 2007 Lentjes GmbH, Deutschland von GEA – Kaufpreis 1,2 Mio. EUR.[35] A-Tec erwarb Lentjes um nur einen Euro (der Rest sind Anschaffungsnebenkosten). Lentjes baut Anlagen zur Energieerzeugung aus fossilen Brennstoffen, Biomasse und Müll. Vereinbart war, dass A-Tec eine Kapitalstärkung in der Höhe eines niedrigen zweistelligen Millionenbetrags vornimmt, wogegen der Verkäufer die Risiken für weitgehend fertiggestellte Projekte übernimmt.[36] Die Übernahme wurde von der EU-Kommission erst nach vertiefter Prüfung genehmigt.[37]
- 2008 KRB, Schweiz – Kaufpreis 2 Mio. EUR.[24]
- 2008 Mechanical Installations International, UK – Kaufpreis 8 Mio. EUR.[24] Das britische Unternehmen beschäftigt sich mit Installation, Bau, Wartung und Service von Maschinenparks und Industrieanlagen und ist außerdem im Rohrleitungs- und Stahlbau tätig. Im Jahr 2007 hatte es 110 Mitarbeiter und setzte 21 Millionen EUR um. Beweggrund für die Übernahme waren die bestehenden Aufträge der AE&E im Bereich der thermischen Abfallbehandlung im Vereinigten Königreich.[38]

#### Division Werkzeugmaschinenbau
- 2004 EMCO, Österreich (Werkzeugmaschinenbau) Emco ist ein Maschinenbauunternehmen mit Hauptsitz in Hallein, im österreichischen Bundesland Salzburg und hatte im Jahr 2006 870 Mitarbeiter.[39] Mirko Kovats hatte 1997 zunächst 50 % von EMCO erworben und das Unternehmen saniert.[40] Dabei musste er auch 120 Millionen Schilling (rund 9 Millionen Euro) aus eigener Tasche einsetzen.[41] 2003 stockte er auf 100 % auf.[42] Im Jahr 2004 erwarb die A-Tec von seiner Privatstiftung M.U.S.T. einen 25-%-Anteil und die Stimmenmehrheit um einen Kaufpreis[43] von 20 Mio. EUR[44][45]
- 2006 restliche 75 % von EMCO um 70,3 Mio. EUR[21]
- 2007 Dörries Scharmann Technologie, Deutschland – Kaufpreis 64,3 Mio. EUR[24] Dörries Scharmann stellt Spezialwerkzeugmaschinen für die Fahrzeugtechnik, Maschinenbau sowie Luft- und Raumfahrt her und gehörte damals der Deutschen Beteiligungs AG.[46]

#### Division Minerals & Metals
- 2004 Montanwerke Brixlegg, Österreich (Minerals & Metals) – Kaufpreis 9,7 Mio. EUR.[47] Das Unternehmen ist ein Recyclingbetrieb für Kupfer[48] und weist eine über 500-jährige Geschichte auf.[49]
- 2007 Gindre, Frankreich – Kaufpreis 29,5 Mio. EUR.[50] Gindre (Sitz: Lyon/Frankreich) erzeugt Kupfer-Halbzeugprodukte sowie Komponenten für die Elektroindustrie. Das Unternehmen hatte 2006 450 Mitarbeiter und wies einen Umsatz von 300 Millionen Euro auf. Werke bestanden in Frankreich, Deutschland, Großbritannien, Spanien und den USA. A-Tec erweiterte somit seine Minerals & Metals-Division mit der Kupferhütte Montanwerke Brixlegg durch eine Vorwärtsintegration.[51]

#### Division „Sonstiges“
- 2008 Dampfkraftwerk Voitsberg, Österreich um 35 Millionen Euro[52][53]

Das Braunkohlekraftwerk Voitsberg war 2006 stillgelegt worden und zum Abriss bestimmt. In einem Bieterverfahren setzte sich A-Tec gegen ursprünglich 49 Konkurrenten durch. Das Konzept der A-Tec sah vor, das Kraftwerk auf andere Energieträger umzurüsten, dies unter Mitwirkung der AE&E.

#### Gescheiterte Übernahmen
Im Jahr 2007 wollte die A-Tec den Kupferbereich stärken und anstatt der Norddeutschen Affinerie (NA) den belgischen Kupferkonzern Cumerio übernehmen. Außerdem stieg A-Tec bei der Norddeutschen Affinerie ein. Jedoch untersagte das deutsche Bundeskartellamt die Übernahme der NA. Das Bundeskartellamt war der Ansicht, dass durch den Zusammenschluss eine marktbeherrschende Stellung im Bereich der sauerstofffreien Kupferstranggußformate entstünde.
Die Geschehnisse wurden in den Medien als „Kupfer-Krimi“ bezeichnet.
Anfang 2008 wurden dann die Cumerio-Anteile wieder verkauft. Im Sommer 2008 gab A-Tec auch die Anteile an der NA wieder ab.
Im Jahr 2008 scheiterte der Kauf der serbischen Kupferhütte RTB Bor, da A-Tec den vollen Kaufpreis nicht rechtzeitig zahlte.
Im selben Jahr interessierte sich A-Tec für den Kauf der ugandischen Kupfermine Kilembe. A-Tec erwarb dabei eine Kupferschmelze in Uganda.

### Unternehmensverkäufe und -liquidationen sowie Sanierungsmaßnahmen
- Die ATB Components s.r.o., Tschechien wurde ab 2007 stillgelegt.[62]
- Bei der ATB Sever, Serbien konnten 2005 Verbindlichkeitsnachlässe sowie Steuernachlässe von über 8 Millionen EUR erlangt werden.

Für dieses Unternehmen war 2005 ein Sozialplan vorgesehen, für den 6 Millionen EUR rückgestellt wurden. Dieser Plan wurde aber nicht so umgesetzt, da steigende Aufträge zu verzeichnen waren und außerdem im Jahre 2006 eine Produktionsverlagerung von ATB Components s.r.o., Tschechien zu ATB Sever durchgeführt wurde. Somit konnten 4,8 Millionen Euro der Rückstellung aufgelöst werden.
Beim Erwerb von ATB Sever hatte sich die ATB Austria AG verpflichtet, binnen fünf Jahren 16,1 Millionen Euro zu investieren.
Im Jahr 2007 betrug das negative Eigenkapital bei ATB Sever rund 26 Millionen Euro und im Folgejahr 37 Millionen Euro.
Im Februar 2009 erfolgte eine Kapitalherabsetzung, um den Verlustvortrag zu reduzieren. Außerdem wurde durch die Übernehmen von Anteilen von Minderheitsaktionären die Beteiligung an ATB Sever auf 78,44 % erhöht. Per Ende 2009 betrug das negative Eigenkapital 50 Millionen Euro.
Zwischen April und Juni 2010 fanden bei ATB Sever zwei Kapitalerhöhungen statt, wodurch sich die Beteiligung der ATB Austria Antriebstechnik AG auf 98,06 % erhöhte. Dadurch wurde ein Übernahmeangebot für die übrigen Aktionäre verpflichtend, die mit 390 TEUR abgefunden wurden. Daraufhin wurde ATB Sever von einer a.d. (entspricht Aktiengesellschaft) in eine d.o.o. (entspricht GmbH) umgewandelt. Per Ende 2010 betrug das negative Eigenkapital bei ATB Sever rund 33 Millionen Euro und die Investitionsverpflichtung über 16,1 Millionen Euro war erfüllt.
- Im Jahr 2006 wurden die Lindeteves Marketing Services und die Lindeteves-Jacoberg Trading (ATB-Gruppe) liquidiert.[72]
- Das im Rahmen der Übernahme von Lindeteves-Jacoberg (Teil der ATB) miterworbene Unternehmen Brook Crompton Western Electric Motor (Dalian) Corporation Ltd. (BCWED, Sitz in Dalian, China) war ab dem Jahr 2006 zum Verkauf vorgesehen.[73] Im Jahr 2006 wurde das Kapital dieser Gesellschaft um 700 TEUR erhöht.[74] Da der Verkauf nicht gelang, wurde im Jänner 2008 der Betrieb eingestellt.[75] Per Ende 2007 hatte BCWED mehr als 900 Mitarbeiter.[76]

Im Mai 2008 wurde die Liquidation der Gesellschaft beantragt, wodurch aufgrund des Kontrollverlustes die Entkonsolidierung durchzuführen war. Da die Schulden des Unternehmens höher waren als das Vermögen, ergab sich dadurch ein Gewinn von 6 Millionen Euro. Jedoch verklagte im Februar 2009 BCWED ihren Eigentümer Lindeteves-Jacoberg auf Einzahlung einer ausstehenden Einlage in Höhe von 13,8 Millionen Euro. Lindeteves-Jacoberg wandte Gegenforderungen ein, buchte jedoch eine Rückstellung in der Höhe von 8,5 Millionen Euro ein.
- Bei der 2004 günstig erworbenen Babcock Power Espana, Spanien (negativer goodwill, siehe unter „Übernahmen“) wurden im Jahr 2006 77 Mitarbeiter gekündigt. Für den entsprechenden Sozialplan (Schulungen und Abfindungszahlungen) bestand seit 2004 eine Rückstellung in der Höhe von 14,4 Millionen Euro.[29]
- Im Jahr 2007 wurde die Babcock Isotron, Spanien an Isastur Servicios SL, verkauft. Das Unternehmen war Teil der 2004 erworbenen Babcock Power Espana (Division Anlagenbau) und schon zum Kaufzeitpunkt hatte A-Tec den Verkauf geplant.[78]
- Für die ein Jahr später verkaufte Babcock Montajes SA, Spanien gilt im Wesentlichen das gleiche. Der Gewinn aus der Veräußerung betrug 3,4 Millionen EUR.[79]
- Im Jahr 2008 wurden die Lindeteves Engineering Pte Ltd und Linberg Philippines um jeweils 1 USD an Nuovo Capital PTE Ltd verkauft. Die Gesellschaften gehörten zur Lindeteves-Jacoberg-Gruppe (Teil der ATB) und betrieben ein Kraftwerk. Dadurch entstand ein Verlust von 6,7 Millionen EUR.[80] Die Tilgung der von Lindeteves Engineering Pte Ltd ausgegebenen Schuldverschreibungen (Nominale 13,5 Millionen USD) erfolgte durch Zahlung von 10,6 Millionen USD.[81]
- Die französische Tochtergesellschaft ATB Selni war 2004 erworben worden und hatte im Jahr 2005 durchschnittlich 289 Mitarbeiter.[82] In den Jahren 2005 und 2006 wurden insgesamt 39 Arbeitsplätze gestrichen und über 3 Millionen Euro an Restrukturierungskosten ausgewiesen.[83] Dennoch geriet die Gesellschaft in wirtschaftliche Schwierigkeiten und durchlief eine „procedure de redressement judiciaire“ nach französischem Recht. Diese Prozedur hatte die Bestellung eines gerichtlichen Vergleichverwalters (administrateur judiciaire) zur Folge, wodurch ein Kontrollverlust der A-Tec eintrat. Selni musste daher im Jahresabschluss entkonsolidiert werden, wodurch ein Aufwand in der Höhe von 797 TEUR entstand.[84]

Per Jänner 2010 wurde sie im Rahmen eines Management-Buy-Outs verkauft.
- Im Jahr 2009 wurden die operativen Bereiche der Vertriebsgesellschaften Western Electric New Zealand, Neuseeland und Western Electric Australia Pte Ltd, Australien verkauft.[86] Wie oben erwähnt, ist Western Electric eine Marke, die A-Tec im Rahmen der Übernahme von Lindeteves-Jacoberg miterwarb.
- Im Jahr 2009 wurden die der Lindeteves Jacoberg Gruppe gehörigen 51 % des indischen Unternehmen Brook Crompton Greaves, Ltd, Maharashtra, an den Minderheitseigentümer Crompton Greaves verkauft.[87][88]
- Im August 2010 erwarb die ATB Austria Antriebstechnik AG von der Lindeteves Jacoberg Gruppe (LJ Gruppe) die Produktionsgesellschaften Schorch (Deutschland), Tamel (Polen) und Brook Motors (Großbritannien). Die Gegenleistung von ATB Austria war die Einbringung von Kreditforderungen in der Höhe von 111 Millionen Euro in die LJ Gruppe, wodurch diese weitgehend entschuldet wurde.[89] Aufgrund dieses Verkaufs ist die LJ Gruppe nur mehr im Vertrieb von Elektromotoren tätig.[90]

### Patronatserklärung
Im Jahr 2007 übernahm die A-Tec Industries AG Patronatserklärungen für die ATB Austria Antriebstechnik AG und die Lindeteves-Jacoberg Limited, die bis 31. Dezember 2009 liefen. Diese Patronatserklärungen wurden im Jahr 2009 bis 2011 verlängert.

### Die finanzielle Entwicklung
Umsatz und Konzernjahresüberschuss/-fehlbetrag entwickelten sich wie folgt (in Millionen EUR):
|                                     | 2003 | 2004 | 2005  | 2006  | 2007  | 2008  | 2009  | 2010  |
| ----------------------------------- | ---- | ---- | ----- | ----- | ----- | ----- | ----- | ----- |
| Umsatz                              | 282  | 723  | 1.084 | 1.594 | 2.361 | 3.257 | 2.995 | 1.438 |
| Konzernjahresüberschuss/-fehlbetrag | 8    | 26   | 37    | 80    | 28    | −34   | 54    | −585  |

Die Aufteilung auf die Divisionen stellte sich wie folgt dar (in Millionen EUR):
Anlagenbau
|                | 2003 | 2004 | 2005 | 2006 | 2007  | 2008  | 2009  | 2010 |
| -------------- | ---- | ---- | ---- | ---- | ----- | ----- | ----- | ---- |
| Umsatz         | 131  | 431  | 443  | 613  | 1.046 | 1.631 | 1.812 |      |
| Jahresergebnis | 8    | 18   | 19   | 15   | 74    | 67    | 60    | −339 |

Antriebstechnik
|                | 2003 | 2004 | 2005 | 2006 | 2007 | 2008 | 2009 | 2010 |
| -------------- | ---- | ---- | ---- | ---- | ---- | ---- | ---- | ---- |
| Umsatz         | 151  | 181  | 211  | 304  | 417  | 392  | 307  | 314  |
| Jahresergebnis | 4    | 4    | 2    | 0    | −53  | −41  | −24  | −106 |

Werkzeugmaschinenbau
|                | 2003 | 2004 | 2005 | 2006 | 2007 | 2008 | 2009 | 2010 |
| -------------- | ---- | ---- | ---- | ---- | ---- | ---- | ---- | ---- |
| Umsatz         |      |      | 125  | 171  | 212  | 370  | 262  | 97   |
| Jahresergebnis |      |      | 2    | 7    | 6    | 11   | 1    | −29  |

Minerals & Metals
|                | 2003 | 2004 | 2005 | 2006 | 2007 | 2008 | 2009 | 2010  |
| -------------- | ---- | ---- | ---- | ---- | ---- | ---- | ---- | ----- |
| Umsatz         |      | 111  | 307  | 506  | 687  | 865  | 615  | 1.053 |
| Jahresergebnis |      | 2    | 15   | 32   | 11   | −60  | 41   | 29    |

Die Mitarbeiterzahlen entwickelten sich wie folgt:
|                   | 2003  | 2004  | 2005  | 2006   | 2007   | 2008   | 2009   | 2010  |
| ----------------- | ----- | ----- | ----- | ------ | ------ | ------ | ------ | ----- |
| Anlagenbau        | 1.076 | 1.718 | 2.091 | 2.726  | 4.595  | 5.005  | 5.204  |       |
| Antriebstechnik   | 1.406 | 1.774 | 3.711 | 6.511  | 6.339  | 5.174  | 4.179  | 4.066 |
| Werkzeugmaschinen |       | 842   | 891   | 942    | 1.735  | 1.749  | 1.498  | 483   |
| Minerals&Metals   |       | 496   | 502   | 523    | 1.039  | 1.039  | 977    | 1.000 |
| Sonstige          | 0     | 0     | 4     | 18     |        | 22     | 25     | 24    |
| Summe             | 2.483 | 4.830 | 7.199 | 10.720 | 13.708 | 12.989 | 11.883 | 5.573 |

### Finanzmarkttransaktionen
Am 2. November 2005 gab die A-Tec eine Anleihe (ISIN AT0000499272) mit einem Volumen von 100 Millionen Euro zu 5,75 % aus. Die Tilgung dieser Anleihe war am 2. November 2010 fällig.
Seit Dezember 2006 notiert die Aktie A-Tec INDUSTRIES AG (ISIN AT00000ATEC9) unter anderem an der Wiener Börse. Den Höchststand erreichte das Wertpapier im Sommer 2007 mit 48 Euro pro Aktie, nach einem Ausgabepreis von 26 Euro im Dezember 2006. In den folgenden Jahren verlor das Papier kontinuierlich an Wert und notiert Mitte Juli 2009 mit einem Wert knapp unter 9 Euro.
Am 3. Mai 2007 erfolgte die Begebung einer Wandelanleihe (ISIN AT0000A05CS2) mit einem Volumen von 180 Millionen Euro zu 2,75 %. Die Tilgung dieser Anleihe wäre 2014 fällig gewesen. Das bis 18. April 2014 laufende Wandlungsrecht, erlaubte jedem Gläubiger, die Schuldverschreibungen zum Wandlungspreis von 56,25 Euro je Aktie in Aktien umzutauschen. Im zweiten Halbjahr 2009 kaufte die A-Tec einen Teil dieser Wandelanleihe zurück. Dadurch betrug das ausständige Volumen nur mehr ca. 92 Millionen Euro.
Am 27. Oktober 2009 erfolgte die Begebung einer Wandelanleihe (ISIN AT0000A0F795) mit einem Nominale von 110 Millionen Euro zu 8,75 %. Die Tilgung dieser Anleihe wäre 2014 fällig gewesen. Das bis 7. Oktober 2014 laufende Wandlungsrecht, erlaubt jedem Gläubiger, die Schuldverschreibungen zum Wandlungspreis von 14,76 Euro je Aktie in Aktien umzutauschen.
Im Juni 2010 wollte A-Tec eine weitere Anleihe emittieren, scheiterte jedoch. A-Tec veröffentlichte jedoch keine Ad-hoc-Meldung über den Misserfolg der Emission. Im Jahr 2012 verhängte die Finanzmarktaufsicht deswegen eine Geldstrafe in der Höhe von 130.000 EUR über Mirko Kovats und Christian Schmidt.
Am 5. Oktober 2010 stellte A-Tec in einer Ad-hoc-Meldung Großaufträge mit einem Volumen von einer knappen Milliarde in Aussicht. Da nach Ansicht der Finanzmarktaufsicht damals bereits bekannt war, dass die Finanzierung nicht sichergestellt war, gab es im Jahr 2012 eine weitere Geldstrafe in der Höhe von 200.000 EUR für Mirko Kovats, Christian Schmid und Franz Fehringer.

## Das Insolvenzverfahren der A-Tec – Teil 1
Am 20. Oktober 2010 gab A-Tec den Beginn eines Insolvenzverfahrens bekannt. Die Anmeldung des „Sanierungsverfahrens mit Eigenverwaltung“ ist laut eigenen Angaben auf Schwierigkeiten im Zusammenhang mit der Refinanzierung einer Anleihe sowie der Verschlechterung der wirtschaftlichen Situation der australischen Tochtergesellschaft der AE&E-Gruppe zurückzuführen. Mit über 350 Millionen Euro Schulden war es mit Stand 2010 die drittgrößte Pleite in der österreichischen Wirtschaftsgeschichte. Aufgrund dieses Umstandes und der daher guten Dokumentation in den Medien wird in der Folge dessen Ablauf ausführlich beschrieben.
Ein Artikel des Industriemagazins wirft dem Vorstand des A-Tec-Teilkonzerns AE&E Täuschung durch Bilanztricks vor. Davon seien neben Öffentlichkeit und Banken auch Mirko Kovats betroffen gewesen.
Der Aktienhandel an der Börse Wien wurde ausgesetzt. Als am 22. Oktober der Handel wieder einsetzte, rutschte der Aktienwert um 65 % ab. Gehandelt wird die Aktie nicht mehr am prime market, sondern nur mehr am standard market continuous.

## Insolvenz der Division Anlagenbau (AE&E Gruppe)
Da die Banken in der Folge die Kredite kürzten und auch ein Verkauf nicht möglich war, musste die A-Tec-Tochter AE & E Group GmbH, die Holding des Teilkonzerns AE & E, am 23. November 2010 in Wien Insolvenz (Sanierung ohne Eigenverwaltung) anmelden. In der Holding waren 50 Mitarbeiter beschäftigt; in ganz Österreich hatte die AE&E Gruppe 600 Mitarbeiter und weltweit 5200 Mitarbeiter. Die AE&E Group GmbH wurde am 3. Dezember 2010 geschlossen. Wenig später wurde das Verfahren zu einem Konkursverfahren, wodurch die A-Tec die Beherrschung über die AE&E-Gruppe verlor.
Am 26. November 2010 musste auch die operative Gesellschaft AE&E Austria GmbH & Co. KG Insolvenz anmelden.
Am 3. Dezember wurde der Kauf der AE & E Austria durch die Andritz AG bestätigt.
Dies wurde dadurch bewerkstelligt, dass die neu gegründete Andritz Energy & Environment GmbH als Auffanggesellschaft Projekte und die meisten Mitarbeiter übernahm.
Für die AE&E Austria GmbH & Co. KG wurde im Juli 2011 ein Sanierungsplan wie folgt beschlossen. Nach diesem erhalten die nicht bevorrechtigten Gläubiger eine Quote von 20 %. Darüber hinaus besteht die Chance auf eine Superquote aus der Verwertung des dem Masseverwalter übergebenen Vermögens, nämlich unter anderem Schadenersatzansprüche gegen Organe des Unternehmens, gegen die A-Tec Industries AG und deren Organe, gegen die M.U.S.T. Privatstiftung und die Loidold Privatstiftung und deren Gesellschaften und Organe. Zum Vermögen gehören auch Ansprüche gegen die A-Tec Beteiligungs GmbH wegen des Kraftwerks Voitsberg.
Im Februar 2013 war vorgesehen, eine (Teil-)Superquote in der Höhe von 15 % an die Gläubiger auszuzahlen. Im Juni 2013 wurde die Frist für die Überwachung der AE&E Austria GmbH & Co. KG durch den Treuhänder bis zum 18. Juli 2016 verlängert. Eine weitere Fristverlängerung bis 18. Juli 2019 erfolgte im Juli 2016.
Die Schweizer Zwischenholding AE&E Inova Holding AG musste im Dezember 2010 Nachlassstundung beantragen, da ein Darlehen an die AE&E Group GmbH abgeschrieben werden musste.
In der Folge konnten auch weitere Tochtergesellschaften der AE&E-Gruppe verkauft werden:
- AE&E Von Roll Inova, Schweiz an Hitachi Zosen, Japan[119]
- AE&E KRB AG, an Hitachi Zosen, Japan[118]
- AE&E Inc., USA an Hitachi Zosen, USA[118]
- AE&E Inova France SA, AE&E Maintenance France S.A.S., AE&E Inova France Operations S.A.S. an Altawest SAS[118]
- Đuro Đaković TEP, Kroatien an EM Alliance, Russland[119]
- Lentjes, Deutschland an Doosan, Korea[120]
- AE&E Inova GmbH, Deutschland musste im November 2010 Insolvenz anmelden. Die japanische IHI Corporation erwarb den Bereich Anlagen- und Kesselbau, Keppel Seghers das Know-how bezüglich Müllverbrennungsanlagen und enpros den Bereich Engineering.[121]
- AE&E CZ, s.r.o., Tschechien ging 2011 an Bilfinger Berger[122]
- AE&E Chennai Works Ltd. und I.D.E.A. Private Ltd. an Doosan (Südkorea) und Dodsal (Indien) – Verkaufspreis 20 Millionen EUR[119]
- AE&E Australia musste ebenfalls Insolvenz anmelden und wurde dann an RCR Tomlinson verkauft.[123] Erworben wurden physisches Anlagevermögen, intellectual property und Technologien, aber keine Verbindlichkeiten für Projekte, die vor dem Unternehmensverkauf entstanden.

RCR Tomlinson bezahlte ca. 2,5 Millionen Australische Dollar (AUD) fix. Daneben wurde eine erfolgsabhängige Zahlung von maximal 5 Millionen AUD vereinbart. RCR Tomlinson verbuchte in seiner Bilanz 2011 einen Gewinn aus dieser Akquisition in der Höhe von 3,7 Millionen AUD.
- Die spanische Tochtergesellschaft Babcock Power Espana musste 2011 Insolvenz anmelden. Die spanische Staatsholding SEPI stellte Schadenersatzansprüche wegen Vertragsverletzung gegen A-Tec, AE&E Group GmbH und AE&E Austria GmbH & Co KG.[125] Aus der Quote der AE&E Austria erhielt SEPI im Juli 2011 10,6 Millionen Euro.[126]
- Die AE&E Mechanical Installations International Ltd. musste im November 2011 Insolvenz anmelden.[118]
- Die AE&E Financial Services GmbH (gegründet zur Zahlungsverkehrsabwicklung innerhalb der AE&E-Gruppe)[127] trat am 22. Februar 2012 in Liquidation[128] und wurde nach deren Beendigung am 15. Jänner 2013 gelöscht.[129]

Im Jänner 2013 nahm die im Konkurs befindliche AE&E Group GmbH eine Zwischenverteilung in der Höhe von 7 % vor. Per Dezember 2015 erfolgte eine weitere Quotenausschüttung in der Höhe von 7 %. Per Jänner 2020 wurden weitere 3,3 % verteilt.

## Das Insolvenzverfahren der A-Tec – Teil 2

### Der Sanierungsplan
Ende Dezember 2010 nahmen die Gläubiger der A-Tec einen Sanierungsplan an, dass bis 30. Juni 2011 ein Investor für den A-Tec-Konzern gefunden werden müsse, wobei die Bezahlung der Quote von 47 % bis Ende September 2011 zu erfolgen habe. In absoluten Zahlen wurde vom Investor eine Investition in der Höhe von 250 Millionen Euro erwartet.
Laut einem Bewertungsgutachten waren die verbliebenen Teilkonzerne ATB, Emco einschließlich Dörries Scharmann und Montanwerke Brixlegg wie folgt zu bewerten: ATB mit zwischen −7,1 und +15,4 Millionen Euro und die übrigen zusammen mit zwischen 147 und 212 Millionen Euro.
Gegen die Holding der Dörries Scharmann Gruppe, die A-Tec Mechanical Engineering Investment GmbH (AMEI), wurde auf Antrag von zwei Banken Mitte Dezember 2010 ein Insolvenzverfahren eröffnet.
Am 17. Jänner 2011 gab die deutsch-schweizerische StarragHeckert Holding AG den Kauf der Dörries Scharmann Gruppe bekannt. Der Kaufvertrag wurde am 19. Jänner für einen Betrag von 70 Millionen Euro abgeschlossen.
Hierauf wurde das Insolvenzverfahren gegen die AMEI beendet. Wie aus dem offengelegten Jahresabschluss 2011 dieser Gesellschaft ersichtlich ist, erzielte die A-Tec Mechanical Engineering Investment GmbH durch den Beteiligungsverkauf einen Gewinn von ca. 2,8 Millionen EUR.
Am 15. Juni 2011 legte A-Tec-Chef Mirko Kovats die Jahresbilanz 2010 der A-Tec mit einem Rekordverlust von 584,5 Millionen Euro vor.
Im Juni 2011 erfolgte auch die Vorlage des Jahresabschlusses des A-Tec-Teilkonzerns ATB: ATB wies ein Periodenergebnis von −107 Millionen EUR auf. Das stark negative Ergebnis wurde im Wesentlichen durch hohe Abschreibungen bei immateriellen Vermögenswerten und Sachanlagen verursacht, die 91 Millionen Euro betrugen (Vorjahrsvergleichswert: 2 Millionen Euro). ATB war durch das Sanierungsverfahren der A-Tec stark in Mitleidenschaft gezogen worden: der Verlust des Vertrauens bei Banken, Kreditversicherungen, Lieferanten und Kunden führte zu Erschwerung der Finanzierung. A-Tec kam der ATB insoweit zu Hilfe, dass die A-Tec Industries AG und deren Tochtergesellschaft AE&E Energy AG Darlehensforderungen in der Höhe von 80 Millionen einschließlich Zinsen in Hybridkapital umwandelten: die Rückzahlung muss erst erfolgen, wenn die Hauptversammlung der ATB Austria Antriebstechnik AG dies beschließt. Außerdem leistete die A-Tec im Dezember 2010 einen Gesellschafterzuschuss in der Höhe von 25 Millionen Euro. Die Möglichkeiten der Finanzierung der ATB durch die A-Tec waren jedoch seit Einleitung des Sanierungsverfahrens stark beschränkt.
Mit einigen Banken wurden Stundungen der Kredite vereinbart.
Bei der ATB-Tochtergesellschaft ATB Sever wurden Anfang 2011 Kapitalerhöhungen durchgeführt. Durch Forderungseinbringungen, Kapitaleinlagen und Forderungsverzichte in der Höhe von insgesamt rund 38 Millionen Euro konnte die Bilanzsanierung abgeschlossen werden. Im April 2011 wurde der verlustträchtige Teilbereich Industriemotoren von ATB Sever aufgelassen, was zur Streichung von 283 Jobs führte.
Gegen Ende Juni 2011 wurde bekannt, dass die A-Tec noch mit fünf Interessenten verhandelte, unter anderem dem britisch-französischen Finanzinvestor Astorg, dem indischen Stahlkonzern Essar und dem tschechisch-slowakischen Investor Penta.
Im Juli 2011 führte die Staatsanwaltschaft Wien eine Hausdurchsuchung bei A-Tec durch, da aufgrund einer Anzeige Ermittlungen unter anderem wegen betrügerischer Krida und Bilanzfälschung gegen mehrere Vorstände liefen.
Im gleichen Monat wurde auch der Bericht des Sanierungsverwalters bekannt, in dem dieser zu den Insolvenzgründen unter anderem feststellte, dass
- der Konzern durch den Kauf wirtschaftlich schwacher Industriebetriebe rasch gewachsen war
- der Konzern eine niedrige Eigenkapitalquote aufwies
- die Liquiditätsplanung Unvorhergesehenes nicht berücksichtigte
- 93 Mio. USD in Firmenjets und 40 Mio. EUR in das Kraftwerk Voitsberg sowie ein Grundstück gesteckt wurden[150]

Im September 2011 war geplant, die Quote von 200 Millionen Euro wie folgt aufzubringen: Via die Contor Industries GmbH sollte die ATB an den chinesischen Wolong-Konzern gehen, Minerals & Metals an Solstice International und das Kraftwerk Voitsberg an Palmsquare. Emco wäre bei A-Tec verblieben. Die Contor Industries GmbH wurde im Juni 2011 gegründet, Geschäftsführer und einziger Gesellschafter war der ehemalige A-Tec-Mitarbeiter Thomas Schätti.
Die Geschäftsadresse dieser Firma war die der A-Tec Industries AG und das Stammkapital betrug nur 35.000 EUR.
Mirko Kovats bestritt jedoch, dass es sich um eine Strohfirma handle. Laut Bericht des Vorstandes des A-Tec lag die Rolle der Contor Industries GmbH nur in der Koordinierung der Angebote, die Verträge würden direkt mit den einzelnen Bietern abgeschlossen.
Laut Bericht des Vorstandes gab es zwei Gegenangebote, die jedoch abgelehnt wurden:

a) Investor Springwater Capital LLC: Darlehen bis 100 Millionen EUR sowie eine Anleihe über 110 Millionen EUR – hier wurde eine Preisstabilität in der Kupfer-Division verlangt, die nicht garantiert werden konnte.

b) Investor Penta: Hier hätte eine Zweckgesellschaft (Vysehrad Holding B.V., Niederlande) das gesamte Vermögen der A-Tec übernommen und dafür die Quote geleistet. A-Tec wäre an dieser Zweckgesellschaft mit 20 % beteiligt gewesen, hätte jedoch kaum Rückflüsse erhalten können, da die Zweckgesellschaft stark fremdfinanziert war: Vysehrad hätte nur 20 Millionen Euro Eigenkapital gehabt, die darüber hinaus notwendigen 190 Millionen Euro hätte Penta Vysehrad zu einem Zinssatz von 20 % geliehen.
Außerdem wären umfangreiche Gewährleistungen zu übernehmen gewesen.
Penta jedoch klagte gegen den Verkauf via Contor. Dies führte dazu, dass der hinter Solstice stehende pakistanische Investor Alshair Fiyaz sein Angebot zurückzog.

### Verwertung durch den Treuhänder
Der Verkauf scheiterte daraufhin und die Unternehmen werden nun einzeln verkauft. Nach dem Scheitern der Sanierung und Übernahme durch neue Investoren fiel die Aktie im Oktober 2011 auf 0,84 Euro. Die Wiener Börse setzte die Aktie vom Handel aus. Der Treuhänder, Matthias Schmidt, führt die Verwertung des Vermögens der A-Tec durch.

#### Verwertung der übrigen Divisionen
- Der Treuhänder verkaufte am 19. Oktober 2011 die Division Antriebstechnik (ATB-Gruppe) an den chinesischen Wolong-Konzern, wobei ein Erlös von rund 53 Millionen Euro erzielt wurde.[160][161]
- Der Verkauf der EMCO-Gruppe an die Salzburger Kuhn Holding um rund 34 Millionen Euro erfolgte am 20. Dezember 2011.[161][162] Für den Käufer besteht ein darüber hinausgehender Haftrücklass in der Höhe von 4 Millionen EUR, von dem dieser jedoch 2,4 Millionen EUR beansprucht. Somit sind noch 1,6 Millionen offen (Stand Juni 2013).[163]
- Die Division Minerals & Metals (Montanwerke Brixlegg und Gindre) wurde am 10. Februar 2012 um rund 86 Millionen Euro an Umcor aus der Schweiz verkauft.[161][164] Für den Käufer besteht ein darüber hinaus gehender Haftrücklass in der Höhe von 11 Millionen EUR, den dieser jedoch zur Gänze beansprucht. Der Treuhänder hat davon 3 Millionen akzeptiert, über den Rest wird noch verhandelt (Stand Juni 2013).[163]

#### Verwertung der sonstigen Vermögensgegenstände und Beteiligungen außerhalb der Divisionen
Die Vermögensgegenstände und Beteiligungen außerhalb der Divisionen entwickelten sich wie folgt:
- Im Februar 2012 musste die Tochtergesellschaft A-Jet, die die konzerneigenen Jets betrieb, Konkurs anmelden.[165] Sie reihte sich damit in eine Pleiteserie österreichischer Bedarfsflugunternehmen ein, deren weitere Opfer unter anderem die MAIN Aviation Project GmbH & Co Falcon KG, Comtel Air und M.A.P. Management + Planning GmbH waren.[166]

Aufgrund der A-Tec-Insolvenz war auch die A-Jet in Schwierigkeiten geraten. Deren ehemaliger Geschäftsführer Peter Tutschek habe auch Investoren gefunden, deren Einstieg jedoch angeblich nicht möglich war, da Kovats einen zu hohen Preis verlangt habe. 15 Mitarbeiter mussten abgebaut werden.
Laut Tutschek wäre A-Jet schon Ende 2010 insolvent gewesen und er habe auch Insolvenz beantragen wollen. Mirko Kovats habe jedoch die Sanierung der A-Tec nicht gefährden wollen. Deshalb habe Mitte Jänner 2011 A-Tec-CFO Franz Fehringer die Geschäftsführung übernommen. Im Dezember 2011 setzte der Treuhänder anstelle von Fehringer Gert Bergmann als Geschäftsführer ein.
Tutschek stritt mit der A-Jet vor dem Arbeitsgericht.
Kurz vor der Insolvenz entzog das Verkehrsministerium dem Unternehmen die Fluglizenz (Air Operator Certificate). Diese Lizenz wäre jedoch für einen Investor essentiell gewesen. Der Hintergrund des Lizenzentzug sei gewesen, dass Franz Fehringer als A-Jet-Geschäftsführer dem Ministerium nicht die entsprechenden Informationen über die Finanzlage gegeben habe.
Laut Kovats seien die Aussagen von Tutschek unrichtig; Bergmann sei schuld an der Pleite gewesen, da aufgrund offener Gehälter Mitarbeiter A-Jet bei Behörden schlechtgemacht hätten.
Außerdem wurde bekannt, dass es in der Ära Fehringer seltsame Geldflüsse nach Bahrain gegeben haben soll.
Die Konkursquote der A-Jet beträgt 11,8917 %.
- Ein Firmenjet (geleast von der A-Tec-Tochter Challenger Anlagenvermietung GmbH) wurde im April 2012 um 15,5 Millionen Dollar in die USA verkauft. Es handelte sich dabei um eine Bombardier Challenger 300. Vom Verkaufserlös erhielt der Leasinggeber 14,9 Millionen Dollar.[171][172]
- Für die ebenfalls der A-Tec gehörige i.Dream Media Services GmbH wurde im Mai 2012 Konkursantrag eingereicht, dieser jedoch mangels Masse abgelehnt.[173]
- Der Beteiligung der A-Tec an der Drum Beteiligungsverwaltungs GmbH, Brunn am Gebirge (1 %) wurde im November 2012 an den Mehrheitsgesellschafter, Reinhardt Salusek, übertragen[174]
- Die A-Tec PETRO GmbH, Wien wurde im Mai 2013 wegen Vermögenslosigkeit von Amts wegen aus dem Firmenbuch gelöscht.[175]

90 % dieser Gesellschaft gehörten der E-TEC Beteiligungsverwaltungs GmbH, einer Tochter der A-Tec Industries AG (die diese im November 2011 von der A-Tec Minerals & Metals Management GmbH, ebenfalls einer Tochter der A-Tec Industries AG übernommen hat).
Die übrigen 10 % gehörten Sergey Ilin, der auch Geschäftsführer war.
Die gesetzliche Grundlage für die Löschung war § 40 Firmenbuchgesetz, wo vorgesehen ist, dass eine Gesellschaft, die nicht offenkundig über Vermögen verfügt, gelöscht werden kann, wenn sie die Jahresabschlüsse zweier aufeinanderfolgender Geschäftsjahre nicht vorlegt und das Vorhandensein von Vermögen nicht bewiesen wird.
Die Gesellschaft hatte bis Mai 2013 die Jahresabschlüsse für 2010 und 2011 nicht offengelegt.
Im Mai 2014 dennoch ein formelles Liquidationsverfahren beschlossen und Gert Bergmann als Liquidator bestellt. Inzwischen wurden die Jahresabschlüsse für 2010, 2011, 2012, 2013 und 2014 eingereicht.
Im März 2015 erfolgte eine neuerliche Löschung, aber diesmal aufgrund der Beendigung der Liquidation.
- Das Kraftwerk Voitsberg (Eigentum der A-Tec Beteiligungs GmbH) wurde im Jänner 2013 an die Porr Umwelttechnik GmbH verkauft. Porr bricht das Kraftwerk ab und recycelt dabei die Materialien (Buntmetalle, Schrott etc.).[187] Nach der Demontage der Blöcke I und II verkaufte Porr den Block III im März 2014 an rumänische Investoren.[188] Nach Abschluss der Arbeiten wird Porr das Grundstück verkaufen.[189] Porr zahlte vier Millionen EUR und erwartet einen erheblichen Gewinn aus der Verwertung der Materialien.[190] Für die Gläubiger verblieb nur ein geringer Erlös, da zuerst die Konservierungskosten des Kraftwerkes und die Forderungen der insolventen AE&E Austria GmbH & Co. KG (siehe oben) zu begleichen waren.[191]
- Weiters zum Verkauf stand das Mietrecht für ein Grundstück auf dem Wiener Flughafen.[164][172][192] Es handelte sich dabei um einen über 60 Jahre laufenden Mietvertrag. Auf dem Grundstück hätte die A-Tec-Konzernzentrale gebaut werden sollen, aber aufgrund der Insolvenz kam es nicht mehr dazu. Im Endeffekt wurde die Angelegenheit dadurch bereinigt, dass der Flughafen Wien 500.000 EUR vom Sanierungsverwalter erhielt und damit der Vertrag im Juli 2013 aufgelöst wurde.[193]
- Die Energy Investment Kraftwerkerrichtung AG wurde im August 2013 wegen Vermögenslosigkeit aus dem Firmenbuch gelöscht.[194]

Die Gesellschaft wurde 2009 gegründet. Als Vorstände waren Mirko Kovats und Christian Schmidt bestellt. Christian Schmidt war nunmehr Alleinvorstand, nachdem Mirko Kovats im September 2012 als Vorstand ausgetragen wurde.
Das Unternehmen hat bisher (Juni 2013) keine Jahresabschlüsse offengelegt. Die A-Tec Industries AG war an dieser Gesellschaft mit 99,99 % beteiligt, während Mirko Kovats 0,01 % hielt.
Laut den Angaben im Beteiligungsspiegel des Jahresabschlusses 2012 der A-Tec Industries AG wies die Energy Investment Kraftwerkerrichtung AG per 31. Dezember 2012 ein negatives Eigenkapital von ca. 3.000 EUR auf.
- Die A-Tec Beteiligungs GmbH, Mönchengladbach, Deutschland trat im Juni 2014 in Liquidation. Liquidator ist Franz Fehringer.[200] Die letzte offengelegte Bilanz des Unternehmens stammt aus 2006.[201] Im Juni 2019 wurde sie aus dem Handelsregister gelöscht.[202]

Es kam zu einigen Verschmelzungen:
| Gesellschaft                                                               | Verschmolzen auf                     | Datum          | Quelle  | Kommentar |
| -------------------------------------------------------------------------- | ------------------------------------ | -------------- | ------- | --- |
| AE&E Energy AG                                                             | E-TEC Beteiligungsverwaltungs GmbH   | Juni 2012      | [ 203 ] | Die AE&E Energy AG war trotz des Namens nicht Teil der AE&E-Gruppe und daher nicht direkt in deren Konkurs verwickelt, siehe Organigramm.                                                                                                |
| A-Tec Mechanical Engineering Investment GmbH, Mönchengladbach, Deutschland | E-TEC Beteiligungsverwaltungs GmbH   | Februar 2013   | [ 205 ] | siehe unten |
| A-Tec Minerals & Metals Management GmbH                                    | A-Tec Minerals & Metals Holding GmbH | Juli 2012      | [ 206 ] | |
| A-Tec Minerals & Metals Holding GmbH                                       | E-TEC Beteiligungsverwaltungs GmbH   | Juli 2013      | [ 207 ] | Seit November 2011 war bei dieser Gesellschaft Thomas Jungreithmeir als Geschäftsführer anstelle von Mirko Kovats tätig. Er wurde vom Treuhänder bestellt.                                                                               |
| Crown Investment GmbH                                                      | A-Tec Investment GmbH                | 2. August 2012 | [ 210 ] | siehe unten |
| Metals Investment GmbH                                                     | A-Tec Investment GmbH                | 2. August 2012 | [ 211 ] | siehe unten |
| A-Tec Investment GmbH                                                      | E-TEC Beteiligungsverwaltungs GmbH   | Oktober 2013   | [ 212 ] | Für diese grenzüberschreitende Verschmelzung wurde im Juni 2013 ein Verschmelzungsplan eingereicht, die Durchführung der Verschmelzung wurde im Oktober 2013 eingetragen und die A-Tec Investment GmbH aus dem Handelsregister gelöscht. |
| A-Tec Beteiligungs GmbH, Wien                                              | E-TEC Beteiligungsverwaltungs GmbH   | September 2013 | .       | Diese Gesellschaft war bis zu dessen Verkauf an Porr die Eigentümerin des Kraftwerkes Voitsberg. Als Geschäftsführer war seit November 2011 Thomas Jungreithmeir tätig.                                                                  |

- Die A-Tec Mechanical Engineering Investment GmbH, Mönchengladbach, Deutschland wurde auf die E-TEC Beteiligungsverwaltungs GmbH verschmolzen.

Für diese grenzüberschreitende Verschmelzung wurde im November 2012 ein Verschmelzungsplan eingereicht, die Verschmelzung wurde im Februar 2013 im Handelsregister eingetragen und die A-Tec Mechanical Engineering Investment GmbH im März 2013 aus dem Handelsregister gelöscht. Laut letzter verfügbarer Bilanz aus 2011 verfügte das Unternehmen nach Verkauf der Beteiligung an der Dörries Scharmann-Gruppe (im Jänner 2011, siehe oben) und Tilgung sämtlicher Schulden über ein Vermögen von rund 13,7 Millionen EUR. Es bestanden lediglich Rückstellungen in der Höhe von ca. 80.000 EUR.
- Die Crown Investment GmbH, Mönchengladbach und die Metals Investment GmbH, Mönchengladbach wurden am 2. August 2012 auf die A-Tec Investment GmbH, Mönchengladbach verschmolzen.[210][211] Geschäftsführer der A-Tec Investment GmbH war seit Dezember 2011 Gert Bergmann anstelle von Mirko Kovats. Gemäß letzter offengelegter Bilanz von 2011 verfügte das Unternehmen über Vermögen im Wert von ca. 84.000 EUR und Schulden bzw. Rückstellungen im Wert von ca. 801.000 EUR, wodurch sich ein negatives Eigenkapital von ca. 717.000 EUR ergibt. Die Schulden bestehen fast ausschließlich gegenüber verbundenen Unternehmen. Die A-Tec Investment GmbH gab an, dass die A-Tec Industries AG einen Rangrücktritt ihrer Forderungen erklärt hat, wodurch insolvenzrechtliche Folgen vermieden werden sollen.[216] Im Endeffekt ging die A-Tec Investment durch Verschmelzung auf die E-TEC Beteiligungsverwaltung GmbH im Oktober 2013 unter.[212]

Eine Reihe von Firmen wurde liquidiert:
| Firma                                                                                            | Liquidation   | Löschung      | Quelle                  | Kommentar |
| ------------------------------------------------------------------------------------------------ | ------------- | ------------- | ----------------------- | --- |
| Challenger Anlagenvermietung GmbH                                                                | Jänner 2013   | März 2014     | [ 217 ] [ 218 ]         | nach Verkauf des geleasen Flugzeugs (siehe oben) |
| Jet-Express Anlagenvermietungs GmbH                                                              | Jänner 2013   | März 2014     | [ 219 ] [ 220 ]         | |
| CII Transport Investment GmbH                                                                    | August 2012   | April 2013    | [ 221 ] [ 222 ] [ 223 ] | gehört zu 49 % der A-Tec-Tochter E-TEC Beteiligungsverwaltungs GmbH |
| RTB Minerals & Metals d.o.o., Belgrad                                                            | Jänner 2013   | Mai 2013      | [ 224 ] [ 225 ]         | Diese Gesellschaft hätte 2008 die serbische Kupferhütte RTB Bor übernehmen sollen (der Zusammenschluss scheiterte).                                                                                               |
| Denmeij Financiering B.V., Amsterdam                                                             | Dezember 2012 | Jänner 2014   | [ 227 ]                 | Im Jänner 2014 schien sie im niederländischen Handelsregister als gelöscht auf. |
| C&C Tankers Holding BV, Amsterdam                                                                | Dezember 2012 | Dezember 2012 | [ 229 ]                 | Tochtergesellschaft der Denmeij Financering B.V., Niederlande |
| A-Tec Liegenschaftsverwaltungs GmbH                                                              | 9. Juli 2013  | Dezember 2014 | [ 230 ] [ 231 ]         | Geschäftsführer seit November 2011: Thomas Jungreithmeir (statt Mirko Kovats) |
| A-Tec Gebrauchtmaschinenhandel Deutschland GmbH (bis August 2012: Mexpol Werkzeugmaschinen GmbH) |               | November 2014 | [ 233 ] [ 234 ]         | ehemals Teil der Division Werkzeugmaschinenbau |
| E-TEC Beteiligungsverwaltungs GmbH                                                               | November 2014 | November 2015 | [ 236 ] [ 237 ]         | Geschäftsführer dieser Gesellschaft war seit November 2011 Thomas Jungreithmeir. Die Gesellschaft wurde liquidiert, nachdem mehrere andere Gesellschaften auf sie verschmolzen worden waren (siehe Tabelle oben). |
| A-Tec Industries ooo, Moskau                                                                     | 2015 (?)      |               | [ 239 ]                 | Austritt aus der Gesellschaft wurde begonnen |

- Daher sind noch folgende Gesellschaften zu verwerten/liquidieren[240][241]:
  - A-Tec Middle East FZE, Dubai
  - Anteil der A-Tec an der Sil-TEC Industries AD, Bulgarien

In Summe erwartete der Treuhänder jedoch keinen wesentlichen Ertrag aus der Verwertung der sonstigen Beteiligungen.
Bis August 2013 verursachte die Insolvenz Kosten in der Höhe von rund 20 Millionen Euro.
Im Jänner 2013 wurde bekannt, dass der A-Tec 600.000 EUR entzogen worden sein sollen. Im Interview mit dem Wirtschaftsblatt bestätigte Mirko Kovats eine Klage des Insolvenztreuhänders. Es wurde ein Vergleich mit der CII AG, die seiner Stiftung gehört, vereinbart. Dabei wurden ein Abschlag sowie eine längere Zahlungsfrist vereinbart.
Die Zivilprozesse, die der Treuhänder geführt hat bzw. die gegen ihn angestrengt wurden, sollen in einem Erlös von 500.000 bis 680.000 EUR resultieren. Die Capital- und Industrie Investment AG (die der Mirko Kovats zuzurechnenden M.U.S.T. Privatstiftung gehört) und die Airo Tower Immobilienverwaltungs GmbH (gehört zu 97,73 % der M.U.S.T. Privatstiftung, der Rest gehört Mirko Kovats und der Airo Handelsgesellschaft mbH) hatten bis Ende März 2015 aus dem Titel der Anfechtung 580.000 Euro zu bezahlen; diese Zahlung erfolgte auch.
Die A-Tec Industries AG wurde seitens des Finanzamtes einer Betriebsprüfung unterworfen. Davon sind die Jahre bis 2010 erledigt, offen sind jedoch noch die wichtigen Jahre 2011 und 2012. Diese Jahre sind deshalb von Bedeutung, da im Jahr 2012 die Quotenausschüttung erfolgte und damit ein Sanierungsgewinn verbunden war. Die offene Frage ist nun, ob dieser Sanierungsgewinn mit den Verlustvorträgen aufrechenbar ist. Wenn nicht, so müssten aus der Konkursmasse noch Steuerzahlungen erfolgen.
Die Verwertung und somit das Treuhandverfahren endete im Februar 2016.

#### Quotenausschüttung
Da das Wandlungsrecht der Wandelschuldgläubiger nach wie vor bestand, mussten diese auf dieses Recht verzichten, um eine Quotenzahlung zu erhalten. Die erste Quote für alle Gläubiger betrug 39 Prozent und wurde am 14. November 2012 ausgeschüttet. Der Treuhänder erwartete die Ausschüttung einer weiteren Quote in der Höhe von ca. 1–3 %, konnte dafür aber zunächst keinen Zeitpunkt angeben. Jedenfalls wurde der Zeitraum der Überwachung durch den Treuhänder zunächst bis 29. Dezember 2013, dann bis 29. Dezember 2014 und hierauf bis 29. Dezember 2015 erstreckt. Per Dezember 2015 sollte nun die letzte Quotenausschüttung „unmittelbar“ bevorstehen und der Schlussbericht des Kurators am 15. Jänner 2016 vorliegen. Im Endeffekt wurde am 21. Dezember 2015 eine Restquote von 17,58 Millionen Euro an die Gläubiger ausgeschüttet (das entspricht 4,44 Prozent). Im Oktober 2016 wurde noch eine nachträgliche Quote von 0,03751 % bezahlt.
Aufgrund der hohen Quote erhielt Kovats in der Presse Lob dafür, rechtzeitig Insolvenz angemeldet zu haben.

#### Bilanzen 2011 bis 2017
Für das Jahr 2011 meldete die A-Tec Industries AG einen Bilanzverlust von 344 Millionen Euro.
Es handelt sich hierbei um den Einzelabschluss. Der Jahresgewinn für 2011 beträgt 53 Millionen Euro, denn es wurden Erträge aus dem Abgang von Beteiligungen in der Höhe von 50 Millionen Euro erzielt. Die Bilanzsumme betrug 214 Millionen Euro. Die liquiden Mittel stiegen durch den durchgeführten Verkauf der Dörries Scharmann Gruppe und der ATB Gruppe von nur 2,8 Millionen Euro im Vorjahr auf 81,4 Millionen Euro (+2909 %).
Die Gesellschaft hatte durchschnittlich 16,0 Mitarbeiter (inklusive Vorstände).
Nachdem das übrige Vermögen vom Sanierungsverwalter verkauft bzw. liquidiert worden ist, könnte die A-Tec als entschuldete Gesellschaft weiterbestehen und neue Aktivitäten aufnehmen. Nämlich dann, wenn bis 28. Dezember 2012 eine Quote von zumindest 30 % an die Gläubiger ausgeschüttet werden kann.
In der Jahresbilanz 2012 verringert sich der Bilanzverlust auf rund 41 Millionen EUR.
Dies war durch die Quotenausschüttung bedingt, da es ab einer Quote von mindestens 30 % zu einer Restschuldbefreiung kommt. Der Jahresgewinn betrug 304 Millionen EUR.
Davon sind 298 Millionen EUR durch den Wegfall von Verbindlichkeiten verursacht, während die Erträge aus Beteiligungsabgängen ca. 6 Millionen EUR betragen.
Die Bilanzsumme sank von 214 Millionen Euro um 74 % auf 55,6 Millionen Euro. Die liquiden Mittel reduzierten sich auf 39 Millionen Euro, da zwar einerseits Beteiligungen verkauft worden waren (Emco, Minerals and Metals) aber andererseits die Quote ausgeschüttet wurde.
Die Mitarbeiterzahl sank um 62 % auf 6,1.
Im Jahr 2013 verringerte sich der Bilanzverlust weiter auf 31 Millionen Euro. Durch die Beteiligungsverkäufe und die Liquidationen von Gesellschaften sank die Bilanzsumme um 55 % von 55,5 Millionen Euro im Jahre 2012 auf nur mehr 25 Millionen. Die liquiden Mittel reduzierten sich um 38 % auf 24,3 Millionen Euro. Sobald alle offenen Verbindlichkeiten bedient worden sind, werden die liquiden Mittel an die Gläubiger ausgeschüttet. Die Mitarbeiterzahl sank um 75 % auf 1,5. Das sind die Vorstände Mirko Kovats und Franz Fehringer. Beide erhielten 2013 keine Bezüge. Auch der Aufsichtsrat erhielt keine Bezüge.
Im Jahr 2014 sank der Bilanzverlust auf 28,7 Millionen Euro. Die Bilanzsumme und die liquiden Mittel blieben aber weitgehend konstant.
Im darauffolgenden Jahr stieg der Bilanzverlust leicht auf 28,8 Millionen Euro. Die Bilanzsumme betrug jedoch nur mehr 3,7 Millionen Euro und die liquiden Mittel waren null. Dies ist bedingt durch die Auszahlung der Quote und der Bezahlung der übrigen Verbindlichkeiten durch den Treuhänder. Laufende Verwaltungskosten zahlt die Hauptgesellschafterin der A-TEC, die M.U.S.T. Privatstiftung, gegen die Verbindlichkeiten in Höhe von rund 237.000 Euro bestanden. Es bestehen Verbindlichkeiten gegenüber dem Finanzamt, die jedoch durch eine in den Forderungen ausgewiesene Verwahrzahlung von 3,6 Millionen Euro abgedeckt sind. Das Eigenkapital per 31. Dezember 2015 beträgt −497 Tausend Euro.
Im Jahr 2016 stieg der Bilanzverlust leicht auf 28,9 Millionen EUR. Die Verwahrzahlung und die Verbindlichkeiten gegenüber dem Finanzamt sind gegenüber dem Vorjahr unverändert. Das Eigenkapital steht bei −544 Tausend Euro.
Im Jahr 2018 erreichte die A-TEC die Rückzahlung einer Anzahlung für Anlagen aus der Zeit noch vor der Insolvenzeröffnung.
Dies führte zu einem sonstigen betrieblichen Ertrag und verbesserte das Eigenkapital auf −436 Tausend Euro.
| Aktiva in Millionen EUR | 2010  | 2011  | 2012 | 2013 | 2014 | 2015 | 2016 | 2017 |
| ----------------------- | ----- | ----- | ---- | ---- | ---- | ---- | ---- | ---- |
| Sachanlagen             | 0,0   | 0,0   | 0,0  | 0,0  | 0,0  | 0,0  | 0,0  | 0,0  |
| Finanzanlagen           | 171,9 | 128,4 | 0,0  | 0,1  | 0,0  | 0,0  | 0,0  | 0,0  |
| Forderungen             | 9,3   | 4,2   | 2,9  | 0,5  | 0,7  | 3,6  | 3,6  | 3,5  |
| Wertpapiere             | 0,0   | 0,0   | 13,5 | 0,0  | 0,0  | 0,0  | 0,0  | 0,0  |
| Liquide Mittel          | 2,8   | 81,4  | 39   | 24,3 | 24,2 | 0,0  | 0,0  | 0,1  |
| Bilanzsumme             | 183,9 | 214,0 | 55,4 | 24,9 | 24,9 | 3,7  | 3,7  | 3,8  |

#### Klagen
Anwalt Eric Breiteneder, der einige Zeichner von Anleihen der A-Tec vertritt, erwägt zivilrechtliche Klagen gegen den Vorstand der A-Tec sowie gegen den Wirtschaftsprüfer. Ansatzpunkte sind der angebliche Vermögensentzug, möglicherweise unrichtige Jahresabschlüsse und zweifelhafte Investitionen.
Seitens der Aktionäre sieht Anwalt Michael Poduschka aufgrund der von der FMA bestraften, angeblich unrichtigen Ad-hoc-Meldungen Ansatzpunkte für Klagen. (Gegen die Strafen der FMA wurde allerdings Berufung eingelegt.) Auch Berater und Banken hätten Anleger auf bestehende Risiken nicht aufmerksam gemacht und könnten in die Pflicht genommen werden. Im Oktober 2013 wurde bekannt, dass die Ermittlungen gegen Mirko Kovats und andere ehemalige Manager über den Verdacht der Untreue hinaus auch auf den Verdacht des Anlegerbetrugs ausgedehnt wurde. Durch einen Anschluss eines geschädigten Aktionärs an das Strafverfahren kann dieser der Verjährung etwaiger Schadenersatzansprüche entgegenwirken. Der Strafakt soll 5000 Seiten umfassen.
20 Aktionäre haben sich dem Strafverfahren per Februar 2013 bereits als Privatbeteiligte angeschlossen, im Oktober 2013 war ihre Zahl auf 80 gewachsen.
Im Oktober 2013 brachte Anwalt Michael Poduschka sieben Klagen gegen Mirko Kovats wegen irreführender Ad-hoc-Meldungen und Nichtveröffentlichung meldepflichtiger Informationen ein. Weiters wird Kovats vorgeworfen, dass die Bilanz 2005 unrichtig sei. Darüber hinaus soll Kovats die Liquidität des Unternehmens durch eine nicht gerechtfertigte Dividendenausschüttung im Jahr 2007 (die in hohem Ausmaß seiner Privatstiftung zugutekam) geschmälert haben: der Bilanzgewinn kam nur durch einen Aufwertungsgewinn aufgrund einer Verschmelzung zustande und nicht, wie von Kovats angeblich behauptet, durch die gute Geschäftslage. Michael Poduschka vertritt 200 Geschädigte. Der Anwalt von Kovats, Michael Herzer, bestreitet die Vorwürfe.

## Nach der Insolvenz
Laut einem Artikel im Wirtschaftsmagazin „Format“ im November 2012 hat Mirko Kovats angekündigt, in Zusammenarbeit mit Investoren die A-Tec als Beteiligungsgesellschaft für Industriebetriebe neu aufstellen zu wollen. Die Rede ist unter anderem von Aktivitäten im Öl-, Gas- und Kupferbereich.
Diese Absicht hat Kovats im Jänner 2013 erneut bekräftigt. Voraussetzung sei jedoch der Wiederaufnahme des Handels der A-Tec-Aktie, worüber mit der Börse Gespräche geführt würden. Die Finanzmarktaufsicht gab jedoch bekannt, dass sie die Wiener Börse beauftragt habe, Gründe für den Widerruf der Handelszulassung der A-Tec Wertpapiere zu untersuchen. Die Entscheidung über die Wiederaufnahme des Handels sollte bis Ende Oktober 2013 fallen. Am 11. Februar 2014 erfolgte dann der Widerruf der Zulassung der Aktien zum Amtlichen Handel aufgrund von Verstößen gegen Transparenzverpflichtungen.
Der Sitz von A-Tec war ursprünglich in der Wächtergasse in Wiens erstem Bezirk; dieses Büro wurde jedoch im Jahr 2011 geschlossen.
Der offizielle Firmensitz der A-Tec befand sich seit 4. Jänner 2012 in der Kurbadstrasse 8, 1100 Wien.
Dies ist der Standort des Airo Tower Hotels, das indirekt der TOSE Privatstiftung von Mirko Kovats gehörte. Mit dieser Übersiedlung war der Hauptsitz der A-Tec anstatt im Herzen Wiens nun im Wiener Arbeiterbezirk Favoriten.
Nachdem die TOSE Privatstiftung das Hotel im Jahr 2015 verkauft hatte, verlegt die A-TEC im Juli 2016 den Firmensitz in eine Villa in Schwechat in der Nähe von Wien, um jedoch im September 2016 wieder nach Wien, in den dritten Bezirk, zu übersiedeln.
Laut Ad-hoc-Meldung der A-Tec vom 4. Februar 2013 sind Vorstand und Aufsichtsrat bis auf Weiteres unentgeltlich tätig. Die Kosten der Gesellschaft werden derzeit (Stand: Februar 2013) durch die M.U.S.T. Privatstiftung (Hauptaktionärin der A-Tec und Mirko Kovats zuzurechnen) getragen, sollen jedoch rückerstattet werden. Sobald die A-Tec wieder als Beteiligungsholding aktiv wird, soll sie in ein zentrales Büro umziehen und Mitarbeiter aufnehmen. Eine Informationsveranstaltung für die Aktionäre fand am 15. Februar 2013 im Airo Tower Hotel statt. Auf dieser Veranstaltung gab Kovats bekannt, dass er plane, Unternehmen zu erwerben, um die hohen Verlustvorträge der A-Tec nutzen zu können. Die Finanzierung könne durch Mezzaninkapital, Wandelanleihen oder eine Kapitalerhöhung erfolgen. Die Kovats zuzurechnende M.U.S.T. Privatstiftung und die CII könnten dabei auch ihre Mehrheit abgeben. Laut Jahresabschluss 2012 hat die Hauptaktionärin der A-Tec (die M.U.S.T. Privatstiftung) eine Garantieerklärung für die Kosten des laufenden Betriebs bis 31. Dezember 2014 abgegeben. Diese Garantie wurde mehrfach verlängert, zuletzt bis Ende 2019.
Der Steuervorteil aus den Verlustvorträgen der A-Tec Industries AG soll rund 52 Millionen EUR betragen (Stand August 2013).
Am 27. November 2015 fand eine ordentliche Hauptversammlung statt, bei der unter anderem der Jahresabschluss 2013 festgestellt sowie die Umstellung der Aktien auf Namensaktien beschlossen wurde.
Seit dem Jahr 2011 schreibt nämlich das Aktiengesetz vor, dass nicht börsennotierte Aktiengesellschaften auf Namensaktien umstellen müssen (§ 9 und 10 Aktiengesetz).
Im Jänner 2013 wurden sämtliche Gesellschaftsanteile der Contor Industries GmbH von Thomas Schätti an die A-Tec Industries AG übertragen, die Geschäftsadresse in die Kurbadstrasse 8, 1100 Wien, verlegt und Mirko Kovats als Geschäftsführer bestellt. Im November 2014 wurden alle Geschäftsanteile an der Contor Industries GmbH von der A-Tec Industries an Viacheslav Telegin übertragen und Franz Fehringer anstelle von Mirko Kovats als Geschäftsführer eingesetzt. Im Juli 2019 wurde jedoch die Contor Industries GmbH wegen Vermögenslosigkeit aus dem Firmenbuch gelöscht.
Der österreichische Interessensverband für Anleger rät von einer Investition bei A-Tec ab. Der IVA hatte bereits anlässlich der Anleihenemission der A-Tec im November 2005 Bedenken wegen der Sicherheit.
Auch dem Börsengang im Jahr 2006 stand der IVA skeptisch gegenüber und meinte prophetisch, dass „die A-Tec-Aktie zum kolportierten Preisband (100 bis 115 Euro) für den auf Sicherheit bedachten Privatanleger mit hoher Wahrscheinlichkeit eine Enttäuschung bringen kann.“
Am 30. Dezember 2016 hätte eine Hauptversammlung stattfinden sollen, bei der das Kapital der A-TEC herabgesetzt werden soll (verbunden mit einer Kapitalerhöhung). Die M.U.S.T. Privatstiftung möchte dabei neu gezeichnete Aktien übernehmen. Diese Hauptversammlung fand nun am 24. März 2017 statt. Dabei wurde ein Kapitalschnitt von 1000 zu eins beschlossen. Das Problem ist jedoch, dass die A-TEC derzeit einerseits kein Vermögen hat und andererseits ein negatives Eigenkapital von einer halben Million Euro. Die Nutzbarkeit des steuerlichen Verlustvortrags in der Höhe von 250 Millionen Euro soll fraglich sein.
Laut Bilanz 2016 sollen im Jahr nunmehr 250.000 US-Dollar Liquidität verfügbar sein. Diese sollen aus der Rückzahlung einer Anzahlung für ein Flugzeug stammen, die im Insolvenzverfahren nicht eingefordert wurde. Jedoch fordert das Finanzamt eine Steuervorauszahlung[veraltet] in der Höhe von 3,6 Millionen Euro. Da die Garantieerklärung des Hauptgesellschafters dafür nicht genügt, ist die Zukunft der A-TEC unklar.
Die Kapitalerhöhung, die in der Hauptversammlung vom März 2017 beschlossen wurde, wurde vom Handelsgericht nicht akzeptiert. Daher fand im November 2017 eine weitere statt; die dort beschlossene Kapitalherabsetzung und -erhöhung wurde im März 2018 wirksam.
Im September 2018 wurde bekannt, dass auf der Hauptversammlung am 8. Oktober 2018 über die Liquidation der Gesellschaft entschieden werden soll. Der Beginn der Liquidation per Oktober 2018 wurde im Februar 2019 ins Firmenbuch eingetragen.

## Ehemalige Konzernstruktur
| Anlagenbau (AE&E-Holding insolvent 2010) | Antriebstechnik | Maschinenbau | Metall |
| --- | --- | --- | --- |
| Anlagen zur thermischen Energieerzeugung und Umwelttechnik | Elektromotoren und elektrische Antriebssysteme | Werkzeugmaschinen | Metallgewinnung und -veredelung, insbesondere Kupfer |
| - Austrian Energy & Environment AE&E Austria verkauft an Andritz (Dez.2010) - diverse weitere Landesgesellschaften - Von Roll Inova, Schweiz verkauft an Hitachi Zosen, Japan - diverse Landesgesellschaften - Babcock Power España, Spanien - Đuro Đaković TEP, Kroatien verkauft an EM Alliance, Russland - Lentjes, Deutschland verkauft an Doosan, Korea - diverse Landesgesellschaften - AE&E Power Plant Systems (per Jänner 2018 liquidiert) | - ATB Austria Antriebstechnik die gesamte ATB-Gruppe wurde im Oktober 2011 an die chinesische WOLONG-Gruppe verkauft - diverse Landesgesellschaften, darunter Lindeteves-Jacoberg, Singapur | - Emco-Gruppe verkauft an Kuhn Holding im Dezember 2011 - Magdeburg Werkzeugmaschinen - INTOS, Tschechien - FAMUP, Italien - Mexpol, Deutschland - Dörries Scharmann, Deutschland verkauft an StarragHeckert im Jänner 2011 - MECOF, Italien | - Montanwerke Brixlegg 2012 verkauft an UMCOR, Schweiz - Kovohuty a.s., Slowakei - (2 Wasserkraftwerke) - Gindre Duchavany, Frankreich 2012 verkauft an UMCOR, Schweiz Anteile an: - Aurubis, Deutschland (ehemals Norddeutsche Affinerie AG) wurde 2008 wieder verkauft |

## Eigentumsverhältnisse und Börse
Die A-Tec war seit einer Kapitalerhöhung Ende 2006 bis Februar 2014 börsennotiert.
| Aktionär                                   | Anteil |
| ------------------------------------------ | ------ |
| M.U.S.T. Privatstiftung (K)                | 55,2 % |
| Capital- und Industrie Investment AG, Wien | 11,3 % |
| J.E. Loidold Privatstiftung (S)            | 6,9 %  |
| Streubesitz                                | 26,6 % |

(K) dem Einflussbereich des Vorstandsvorsitzenden Mirko Kovats zuzuordnen
(S) dem Einflussbereich des Vorstands Christian Schmidt zuzuordnen